# 蜂 (アリストパネス)
『蜂』（はち、希: Σφῆκες, Sphēkes, スペーケス、羅: Vespae）は、古代ギリシアのアリストパネスによるギリシア喜劇の1つ。
扇動政治家クレオーンが好きな父ピロクレオーンと、嫌いな息子ブデリュクレオーン、そしてクレオーン自身を擬した犬（キュオーン）と、対立的な将軍ラケスを擬した犬ラベース等が絡みつつ、アテナイの裁判制度を揶揄する内容となっている。題名は劇中でコロス（合唱隊）役を担う「裁判人の老人たち」の正体が「スズメバチ」であることにちなむ。
紀元前422年のレーナイア祭で上演され、2等になった。優勝はピロニデスの『前披露（プロアゴーン）』、3等はレウコンの『使節たち』だった。

## 日本語訳
- 『蜂』高津春繁訳[2]、岩波文庫、1955年 改版1977年 復刊2014年
  - 『ギリシア喜劇全集1』 人文書院、1961年
  - 『ギリシア喜劇1』 ちくま文庫、1986年
- 『ギリシア喜劇全集2　アリストパネースII』 中務哲郎訳、岩波書店、2008年
- 『喜劇全集1』 戸部順一訳、京都大学学術出版会「西洋古典叢書」、2024年